# 삼발레스숲쥐
삼발레스숲쥐(Apomys zambalensis)는 쥐과에 속하는 설치류의 일종이다. 필리핀 루손섬의 토착종이다.

## 특징
작은 설치류로 꼬리 길이 123~158mm를 포함하여 전체 몸길이가 256~311mm이다. 발 길이는 35~40mm, 귀 길이는 20~23mm, 몸무게는 최대 112g이다. 털은 짧다. 등 쪽은 밝은 녹빛을 띤다. 배 쪽은 회색 바탕에 황토색을 띠며, 털 끝은 희다. 귀는 크다. 발 뒤는 희고 검튼 털이 약간 듬성듬성 나 있다. 꼬리 윗면은 짙은 갈색이고 아랫면은 희다.

## 생태
육상성, 야행성 동물이다. 먹이는 벌레와 무척추동물, 식물 씨앗 등이다.

## 분포 및 서식지
필리핀 루손섬 북서부 지역의 타풀라오 산과 나티브 산에 널리 분포한다. 해발 860~1,690m의 산악 지대 숲과 이차림에서 서식한다.